# Yeongdong-gun
Yeongdong es un condado situado en la provincia de Chungcheong del Norte, Corea del Sur. Tiene una población estimada, en 2022, de 43 813 habitantes.

## Clima
| Parámetros climáticos promedio de Chupungnyeong-myeon, Yeongdong (1991–2020) | Parámetros climáticos promedio de Chupungnyeong-myeon, Yeongdong (1991–2020) | Parámetros climáticos promedio de Chupungnyeong-myeon, Yeongdong (1991–2020) | Parámetros climáticos promedio de Chupungnyeong-myeon, Yeongdong (1991–2020) | Parámetros climáticos promedio de Chupungnyeong-myeon, Yeongdong (1991–2020) | Parámetros climáticos promedio de Chupungnyeong-myeon, Yeongdong (1991–2020) | Parámetros climáticos promedio de Chupungnyeong-myeon, Yeongdong (1991–2020) | Parámetros climáticos promedio de Chupungnyeong-myeon, Yeongdong (1991–2020) | Parámetros climáticos promedio de Chupungnyeong-myeon, Yeongdong (1991–2020) | Parámetros climáticos promedio de Chupungnyeong-myeon, Yeongdong (1991–2020) | Parámetros climáticos promedio de Chupungnyeong-myeon, Yeongdong (1991–2020) | Parámetros climáticos promedio de Chupungnyeong-myeon, Yeongdong (1991–2020) | Parámetros climáticos promedio de Chupungnyeong-myeon, Yeongdong (1991–2020) | Parámetros climáticos promedio de Chupungnyeong-myeon, Yeongdong (1991–2020) |
| Mes                                                                          | Ene.                                                                         | Feb.                                                                         | Mar.                                                                         | Abr.                                                                         | May.                                                                         | Jun.                                                                         | Jul.                                                                         | Ago.                                                                         | Sep.                                                                         | Oct.                                                                         | Nov.                                                                         | Dic.                                                                         | Anual                                                                        |
| ---------------------------------------------------------------------------- | ---------------------------------------------------------------------------- | ---------------------------------------------------------------------------- | ---------------------------------------------------------------------------- | ---------------------------------------------------------------------------- | ---------------------------------------------------------------------------- | ---------------------------------------------------------------------------- | ---------------------------------------------------------------------------- | ---------------------------------------------------------------------------- | ---------------------------------------------------------------------------- | ---------------------------------------------------------------------------- | ---------------------------------------------------------------------------- | ---------------------------------------------------------------------------- | ---------------------------------------------------------------------------- |
| Temp. máx. abs. (°C)                                                         | 14.6                                                                         | 22.1                                                                         | 27.7                                                                         | 31.3                                                                         | 35.4                                                                         | 36.2                                                                         | 39.8                                                                         | 38.0                                                                         | 35.2                                                                         | 30.8                                                                         | 25.3                                                                         | 21.0                                                                         | 39.8                                                                         |
| Temp. máx. media (°C)                                                        | 2.9                                                                          | 5.9                                                                          | 11.8                                                                         | 18.7                                                                         | 23.7                                                                         | 26.8                                                                         | 28.7                                                                         | 29.1                                                                         | 25.0                                                                         | 19.7                                                                         | 12.5                                                                         | 5.1                                                                          | 17.5                                                                         |
| Temp. media (°C)                                                             | -1.7                                                                         | 0.5                                                                          | 5.6                                                                          | 12.0                                                                         | 17.1                                                                         | 21.1                                                                         | 23.9                                                                         | 24.2                                                                         | 19.3                                                                         | 13.1                                                                         | 6.6                                                                          | 0.1                                                                          | 11.8                                                                         |
| Temp. mín. media (°C)                                                        | -6.1                                                                         | -4.5                                                                         | -0.3                                                                         | 5.3                                                                          | 10.7                                                                         | 16.0                                                                         | 20.3                                                                         | 20.5                                                                         | 14.6                                                                         | 7.5                                                                          | 1.3                                                                          | -4.4                                                                         | 6.7                                                                          |
| Temp. mín. abs. (°C)                                                         | -17.8                                                                        | -16.2                                                                        | -11.8                                                                        | -5.0                                                                         | 1.7                                                                          | 5.7                                                                          | 11.5                                                                         | 11.5                                                                         | 4.1                                                                          | -4.6                                                                         | -10.7                                                                        | -17.2                                                                        | -17.8                                                                        |
| Precipitación total (mm)                                                     | 24.1                                                                         | 34.2                                                                         | 52.9                                                                         | 80.3                                                                         | 80.1                                                                         | 136.6                                                                        | 260.7                                                                        | 263.9                                                                        | 135.6                                                                        | 58.1                                                                         | 43.0                                                                         | 25.8                                                                         | 1195.3                                                                       |
| Días de precipitaciones (≥ 0.1 mm)                                           | 8.4                                                                          | 7.3                                                                          | 9.2                                                                          | 8.9                                                                          | 8.9                                                                          | 10.0                                                                         | 15.9                                                                         | 14.7                                                                         | 9.8                                                                          | 6.0                                                                          | 8.3                                                                          | 8.6                                                                          | 116                                                                          |
| Horas de sol                                                                 | 176.1                                                                        | 179.3                                                                        | 206.7                                                                        | 217.5                                                                        | 234.6                                                                        | 184.9                                                                        | 145.9                                                                        | 156.9                                                                        | 167.1                                                                        | 201.1                                                                        | 167.2                                                                        | 168.7                                                                        | 2206                                                                         |
| Humedad relativa (%)                                                         | 60.6                                                                         | 57.2                                                                         | 55.6                                                                         | 54.6                                                                         | 61.3                                                                         | 70.4                                                                         | 79.4                                                                         | 79.4                                                                         | 77.1                                                                         | 71.0                                                                         | 65.9                                                                         | 62.8                                                                         | 66.3                                                                         |
| Fuente n.º 1: 기상청                                                         |                                                                              |                                                                              |                                                                              |                                                                              |                                                                              |                                                                              |                                                                              |                                                                              |                                                                              |                                                                              |                                                                              |                                                                              |                                                                              |
| Fuente n.º 2: 기상청                                                         |                                                                              |                                                                              |                                                                              |                                                                              |                                                                              |                                                                              |                                                                              |                                                                              |                                                                              |                                                                              |                                                                              |                                                                              |                                                                              |